# ویک و فلو یک خرس دیدند
ویک و فلو یک خرس دیدند (فرانسوی: Vic et Flo ont vu un ours‎) فیلمی در ژانر درام به کارگردانی دنی کوت است که در سال ۲۰۱۳ منتشر شد. این فیلم در نخستین حضور جهانی، در شصت و سومین جشنواره بین‌المللی فیلم برلین شرکت کرد، و برندهٔ جایزه آلفرد بائر شد.
این فیلم داستان دو دختر سابقه‌دار به نام‌های ویکتوریا شامپاین (پی‌یرت روبیتای) و فلورنس ریچمونت (رومن بورینگر) است. ویک (ویکتوریا) و فلو (فلورانس) دو دلدادهٔ مؤنثی که تازه از زندان آزاد شده‌اند، تصمیم دارند در کلبهٔ پرتی در دل جنگل – خانهٔ عموی بیمار و لال‌شدهٔ ویکتوریا – زندگی کنند. گیوم، مددکار اجتماعی، سعی دارد تا روند بازگشت این‌دو به آغوش جامعه را تسهیل کند.